# Alexandre II (Hasmonéen)
Pour les articles homonymes, voir Alexandre II.
Alexandre II (mort en 49 av. J.-C.) est un prince de la dynastie hasmonéenne. Il est le fils d'Aristobule II et le mari d'Alexandra l'hasmonéenne, sa cousine. Leurs enfants sont Aristobule III et Myriam l'hasmonéenne, une des femmes d'Hérode le Grand.

## Biographie
Fait prisonnier par Pompée, il réussit à s'enfuir et à retourner en Judée où il prend la tête d'une révolte contre Hyrcan II. Il meurt décapité à Antioche en 49 av. J.-C.